# Храмове в Древен Египет
Древноегипетските храмове са храмови съоръжения, използвани за официалното почитане на боговете и в памет на фараоните в Древен Египет и областите под египетски контрол. Те са смятани за домове на боговете и владетелите, на които са посветени. В тях египтяните извършват различни ритуали, които заемат централно място в тяхната религия – жертвоприношения на боговете, възстановки по време на празници на техните митологични взаимоотношения, отблъскване на силите на хаоса.